# Lago Maloe Morskoe
Il lago Maloe Morskoe (in russo озеро Малое Морское?; in italiano: Piccolo Morskoe) è un lago della Russia siberiana orientale situato all'interno del Circolo polare artico. Appartiene al bacino della Bol'šaja Čukoč'ja. Si trova nel Nižnekolymskij ulus della Repubblica Autonoma della Sacha-Jacuzia.

## Descrizione
Il Maloe Morskoe è un lago del nord-est del Bassopiano della Kolyma; è affiancato a sud del Bol'šoe Morskoe ed è circondato da altri piccoli laghi. Ha una superficie di 58,2 km². La lunghezza del lago è di 11 km e la larghezza è di 7,5 km. Il lago è alimentato da neve e pioggia. Il ghiaccio compare a settembre, inizio ottobre e dura fino alla fine di giugno. Negli anni freddi, il lago non sgela completamente.

## Fauna
Vivono presso il lago l'oca colombaccio, il Cigno di Bewick, il gallo cedrone dal becco nero, il falco pellegrino, le strolaghe e l'oca delle nevi.
Il lago ospita, tra l'altro: coregoni, (Coregonus nasus, Coregonus muksun), taimen e altre specie ittiche caratteristiche del bacino della Lena.